# Глюконат железа
Глюконат железа — препарат железа, восполняет нехватку железа в организме, восстанавливает гемоглобин. При курсовом лечении способствует регрессии клинических и лабораторных симптомов анемии. Так же, как и фумарат железа, является высоко абсорбируемой и хорошо переносимой формой железа.
В пищевой промышленности зарегистрирован в качестве пищевой добавки E579 как стабилизатор окраски.

## Физические свойства
Порошок жёлто-зелёного или тёмно-оливкового цвета. Растворим в воде. Нерастворим в спирте. Температура плавления 188 °C.

## Фармакологическое действие
Железо является важным макроэлементом. Оно входит в состав гемоглобина, миоглобина и различных ферментов. Железо стимулирует функцию кроветворных органов. Глюконат железа способствует быстрому восстановлению гемоглобина у больных с железодефицитными анемиями.
Глюконат железа лучше всасывается и усваивается, чем другие формы железа, что связано с его низкой константой ионизации. Он не осаждает белки, не нарушает протеолитическую активность пищеварительной системы и не вызывает тошноту, желудочные спазмы, запор или диарею у большинства пациентов.

## Фармакокинетика
Железо всасывается преимущественно в двенадцатиперстной кишке и верхнем отделе тощей кишки. Железа глюконат всасывается легче, чем соли железа неорганического происхождения. Всасывание проходит тем интенсивнее, чем выраженнее дефицит железа в организме. При высоком содержании в пище кальция, фосфора, фитиновой кислоты, секреторной недостаточности желудка всасывание железа ограничивается. В крови железо связывается с белком трансферрином и в виде ферротрансферрина доставляется в депо — костный мозг, печень, селезёнку, где откладывается в виде ферритина и гемосидерина. Выводится железо преимущественно с мочой и потом, частично выделяется слизистой оболочкой пищеварительного тракта.

## Показания к применению
Профилактика и лечение железодефицитных анемий, вызванных различными причинами: кровотечения (полименорея, метроррагия, роды, геморрой, язвенная болезнь желудка и 12-перстной кишки, хирургические вмешательства, частые носовые кровотечения, кровопотеря при др. заболеваниях); повышенная потребность в железе (беременность, период лактации, интенсивного роста и донорства, ожоги, гемодиализ); недостаточность поступления железа с пищей или нарушении его всасывания (хроническая диарея, ахлоргидрия, гастректомия, целиакия, болезнь Крона, энтерит, синдром мальабсорбции).

## Противопоказания
Гиперчувствительность, гемохроматоз, гемосидероз, поздняя порфирия кожи, хронический гемолиз, сидероахрестическая анемия (в том числе свинцовая), талассемия; гемолитические (наследственные и приобретённые) и др. анемии, не связанные с дефицитом железа.

### C осторожностью
Язвенная болезнь желудка и 12-перстной кишки, воспалительные заболевания кишечника (энтерит, дивертикулит, язвенный колит, болезнь Крона), алкоголизм (активный или в стадии ремиссии), аллергические заболевания, бронхиальная астма, гепатит, печеночная или почечная недостаточность, ревматоидный артрит, переливание крови.

## Побочные действия
Аллергические реакции (зуд, крапивница), тошнота, рвота, запоры или диарея, гиперемия кожи, гипертермия, головокружение, боль в животе, зубная боль, боль в груди, боль в горле, боль в спине, гастралгия, раздражительность, окрашивание каловых масс в темный цвет; при длительном применении — эрозивно-язвенные поражения желудочно-кишечного тракта.

### Передозировка
Симптомы: чрезмерная утомляемость или слабость, гипертермия, парестезии, бледность, холодный липкий пот, акроцианоз, боль в животе, рвота и диарея с кровью, некроз слизистой оболочки желудочно-кишечного тракта, слабый пульс, летаргия, снижение артериального давления, сердцебиение, судорожные припадки, кома. Признаки периферического циркуляторного коллапса проявляются в течение 30 мин после приёма; метаболический ацидоз, судороги, жар, лейкоцитоз, кома — в течение 12-24 ч; острый почечный и печеночный некроз — через 2-4 дня. 

Лечение: необходимо промыть желудок; в случае тяжелого отравления вводят дефероксамин внутривенно медленно: детям — 15 мг/ч, взрослым — 5 мг/кг/ч (до 80 мг/кг/сут); при легком отравлении внутримышечно: детям — по 1 г каждые 4-6 ч, взрослым — по 50 мг/кг (до 4 г/сут); симптоматическая терапия. Гемодиализ неэффективен для выведения железа, но может быть использован для ускорения выведения Fe-дефероксаминового комплекса, а также может назначаться при олиго- или анурии. Также возможно применение перитонеального диализа.

## Способ применения и дозы
Внутрь, за 1 ч до или через 2 ч после еды взрослым — 1.2-1.8 г/сут в 2-3 приёма; для профилактики — 0.6 г/сут в 2 приёма; детям лечебная доза — 0.3-0.9 г/сут, профилактическая — 0.3 г/сут. Длительность лечения не должна превышать 6 мес.

## Особые указания
Рекомендуется назначать недоношенным новорождённым с 2 мес. Печеночная или почечная недостаточность увеличивает риск кумуляции железа. Может обострять язвенные и воспалительные заболевания кишечника, ревматоидный артрит. Во избежание риска возникновения эритремии следует соблюдать осторожность при переливании крови. Во избежание случайного отравления железом лекарственные средства следует хранить вне досягаемости детей.

## Взаимодействие
Фармацевтически несовместим с др. лекарственными средствами. Специфический антидот — дефероксамин. Снижают всасывание — антацидные лекарственные средства, препараты Ca2+, этидроновая кислота, кофе; лекарственные средства, снижающие кислотность желудочного сока (в том числе циметидин; лекарственные средства, содержащие карбонаты, гидрокарбонаты, фосфаты, оксалаты), панкреатин, панкреолипаза, молоко, овощи, хлебные злаки, яичный желток, чай — препараты железа следует принимать за 1 час до или через 2 часа после их употребления. Аскорбиновая кислота повышает абсорбцию. Снижает абсорбцию фторхинолонов, пеницилламина, тетрациклинов (их рекомендуется принимать за 2 часа до или через 2 часа после приёма препаратов железа). Большие дозы препаратов железа снижают кишечную абсорбцию препаратов Zn2+ (последние рекомендуется принимать через 2 часа после приёма препаратов железа). Этанол увеличивает абсорбцию и риск возникновения токсических осложнений.